# Klára Smolíková
Klára Smolíková (* 8. března 1974 Praha) je česká spisovatelka, scenáristka komiksových příběhů, publicistka a lektorka.

## Život
Klára Smolíková se narodila v Praze, kde vystudovala estetiku a teorii kultury na Filozofické fakultě Univerzity Karlovy.[zdroj?]
Již od studií ji zajímá popularizace, věnuje se environmentální, multikulturní, estetické a mediální výchově, angažuje se v muzejní pedagogice. Největší výčet jejích knih představují učebnice a metodické materiály. V současné době se plně věnuje psaní knih pro děti a mládež.[zdroj?]
Pro děti začala psát nejprve do dětských rubrik novin. Mnoho let přispívala do časopisů Pastelka, Sluníčko, Mateřídouška a Čtyřlístek, kde publikovala desítky pohádek, jazykových hádanek a komiksů. Od roku 2004 píše knížky pro děti. Spolupracovala na scénářích několika webových portálů zaměřených zejména na zábavné vzdělávání. Je spoluautorkou večerníčkového seriálu Vynálezce Alva (2012). Od listopadu 2015 do února 2018 připravila osm čísel komiksové revue Bublifuk, do které přispěli původními seriály přední čeští komiksoví tvůrci.[zdroj?]
Patnáct let prožila v Táboře, kde v letech 2000 až 2010 učila na střední škole knihkupce a knihovníky. Poté pracovala v tamním Husitském muzeu, pro které připravila dětskou linku nové expozice a realizovala řadu lektorských programů, jež se staly podkladem pro úspěšnou dětskou komiksovou knihu Husité. V roce 2013 spolupracovala na třebíčské expozici Cesty časem, část zaměřenou na řemesla přepracovala do další nápadité knihy Řemesla. Na pražské Pedagogické fakultě vedla od roku 2006 do roku 2014 seminář věnovaný médiím. Krátce působila v Národním muzeu na pozici vedoucí oddělení vzdělávání a kulturních aktivit (2013). Nyní[kdy?] spolupracuje na lektorských programech pro muzea jako externista.
Zpočátku její knihy ilustroval Honza Smolík, se kterým má děti Tobiáše a Joriku. Jejím druhým manželem je Jiří Walker Procházka, kultovní autor české sci-fi a fantasy. Společně napsali několik detektivních příběhů pro dospělé i pro mládež, od roku 2020 žijí odděleně. Se synem Tobiášem napsala knihu o židovské historii.[zdroj?]

## Dílo
- Smolíková Klára, ilustrace Vojtěch Šeda: Jednooký: Malá knížka o velkém Žižkovi. Plivníci 2024. ISBN 978-80-909315-0-3
- Smolíková Klára, fotky Petr Václavek: Dubánek a tajný vzkaz. Plivníci 2024. ISBN 978-80-11-0512-0-4
- Smolíková Klára, ilustrace Kačka Illnerová: Dalila a výtah bez dveří. Pikola 2024. ISBN 978-80-242-9675-3
- Smolíková Klára, ilustrace Viktor Svoboda: Skočte do informační džungle. Pasparta 2023. ISBN 978-80-88429-98-2
- Smolíková Klára, fotky Petr Václavek, ilustrace Martin Hanschild: Dubánek a noční bouře. Plivníci 2023. ISBN 978-80-11-03525-9
- Smolíková Klára, ilustrace Martin Hanschild: Vesmírná zásilkovna. Pikola 2023. ISBN 9788024288352
- Smolíková Klára, ilustrace Martin Hanschild: Jak se vyznat v knihách?: Dubánkovy pracovní listy pro malé čtenáře a pisatele. Pasparta 2023. ISBN 978-80-88429-63-0
- Smolíková Klára, fotky Petr Václavek: Dubánek ve světě lidí. Triton 2022. ISBN 978-80-7684-119-2
- Smolíková Klára, kresba Ester Kuchynková: Morčata v akci. CREW 2022. ISBN 978-80-7679-253-1
- Smolíková Klára, ilustrace Gabriela Plačková, Martin Hanschild, Marcel Dokoupil a Viktor Svoboda: Mluvíme v bublinách. Plivníci 2022. ISBN 978-80-11-01941-9
- Smolíková Klára, Vavrečka Lukáš, ilustrace Kačka Illnerová: Nečtu! Poslouchám. Universum 2022. ISBN 978-80-242-8126-1
- Smolíková Klára, fotky Petr Václavek: Dubánek a tajný vzkaz. Triton 2022. ISBN 978-80-7684-002-7
- Smolíková Klára, ilustrace Lukáš Fibrich: COM.ensky - kratičká zpráva o covidovém nakažení. Kalich, 2021. ISBN 978-80-7017-303-9
- Smolíková Klára, ilustrace Viktor Svoboda: Fantastické psaní. Portál, 2021. ISBN 9788026218470
- Smolíková Klára, ilustrace Vojtěch Šeda: Devět malých zahradníků: Rok ve školní zahradě. Mladá fronta, 2021. ISBN 9788025732052
- Smolíková Klára, ilustrace Fibrich Lukáš: S Komenským do komiksu: Únikovka s Amosem. Portál. 2020. ISBN 9788026216568
- Smolíková Klára, ilustrace Ilona Komárková: Děda kamnář a toulavý Pecivál. Banador s,r,o,, 2020. ISBN 978-80-270-8203-2
- Smolíková Klára, Smolík Tobiáš, ilustrace Vojtěch Šeda: Cha cha chá, zasmál se Mordechaj. Argo, 2020. ISBN 978-80-257-3205-2
- Smolíková Klára, Jiří W. Procházka, ilustrace Luděk Bárta: Vynálezce Alva 3. Edice ČT, 2020. ISBN 978-80-7404-337-6
- Smolíková Klára, ilustrace Bára Buchalová: Kvidovy přeslechy. Pikola, 2020, ISBN 978-80-242-6581-0
- Smolíková Klára, ilustrace Bára Buchalová: Knihožrouti: Kdo se zakousl do knih?. Praha: Triton, 2020. ISBN 978-80-7553-750-8
- Smolíková Klára, ilustrace Ester Kuchynková: Začarovaný Hvozd: Příběh dětí z Končiny. Pikola, 2019. ISBN 978-80-7617-847-2
- Smolíková Klára, ilustrace Vojtěch Šeda: Pozor, v knihovně je kocour! Praha: Mladá fronta, 2019, ISBN 978-80-204-4910-8
- Smolíková Klára, ilustrace Bára Buchalová: Knihožrouti: Tajný čtenářský spolek. Praha: Triton, 2019. ISBN 978-80-7553-602-0
- Smolíková Klára, Jiří W. Procházka, ilustrace Viktor Svoboda: Případ ztraceného koně. Portál, 2018. ISBN 978-80-262-1403-8
- Smolíková Klára, ilustrace Ester Kuchynková: Dům ztracených příběhů. Modrý slon, 2018.
- Smolíková Klára, Jiří W. Procházka: Vstupte do literárního doupěte. Pasparta, 2018. ISBN 978-80-88290-12-4
- Smolíková Klára, ilustrace Bára Buchalová: Zakousněte se do knihy. Portál, 2017. ISBN 978-80-262-1261-4
- Smolíková Klára, Jiří W. Procházka, ilustrace Viktor Svoboda: Zbloudilá střela. Fragment, 2017. ISBN 978-80-253-3427-0
- Smolíková Klára, ilustrace Vojtěch Šeda: Spolkla mě knihovna. Praha: Fragment, 2017. ISBN 978-80-253-3314-3
- Smolíková Klára, ilustrace Bára Buchalová: Knihožrouti: Kam zmizela školní knihovna? Praha: Triton, 2017. ISBN 978-80-7553-329-6
- Smolíková Klára, Jiří W. Procházka, ilustrace Viktor Svoboda: Poprask v Divadle kouzel. Fragment, 2017. ISBN 978-80-253-3126-2
- Smolíková Klára, Jiří W. Procházka, ilustrace Luděk Bárta: Vynálezce Alva 2. Edice ČT, 2017. ISBN 978-80-7404-215-7
- Smolíková Klára, Jiří W. Procházka, ilustrace Viktor Svoboda: Zločin mezi dinosaury. Fragment, 2016. ISBN 978-80-253-2993-1
- Smolíková Klára, ilustrace Kateřina Čupová: Králík málem králem. Fragment, 2016. ISBN 978-80-25328866
- Smolíková Klára, ilustrace Smolík Honza: Čertice Dorka. Praha: Pasparta, 2016. ISBN 978-80-88163-27-5
- Smolíková Klára, ilustrace Bára Buchalová: Knihožrouti. Praha: Triton, 2016. ISBN 978-80-7387-998-3
- Smolíková Klára ed.: Bublifuk 2 Plnou parou vpřed! Praha: Triton, 2016. ISBN 978-80-7387-977-8
- Smolíková Klára ed.: Bublifuk 1. Praha: Triton, 2015. ISBN 978-80-7387-955-6
- Smolíková Klára, ilustrace Smolík Honza: Husův dům. Praha: Albatros, 2015. ISBN 978-80-00-03926-8
- Smolíková Klára, Jiří W. Procházka: Mrtvá šelma. Praha: Plus, 2015. ISBN 978-80-259-0382-7
- Smolíková Klára, ilustrace Fibrich Lukáš: H. U. S. Praha: Kalich, 2015. ISBN 978-80-7017-218-6
- Smolíková Klára, Smolík Honza: Na hradě Bradě. Praha: Albatros, 2015. ISBN 978-80-00-03838-4
- Smolíková Klára, Smolík Honza: Viktorka a vesmírná dobrodružství. Praha: Portál , 2014. ISBN 978-80-262-0695-8
- Smolíková Klára, ilustrace Bárta Luděk: Vynálezce Alva. Praha: Česká televize, 2014. ISBN 978-80-7404-134-1
- Smolíková Klára, ilustrace Smolík Honza: Jak se staví město. Praha: Albatros, 2014. ISBN 978-80-00-03627-4
- Smolíková Klára, ilustrace Smolík Honza: Řemesla. Praha: Albatros, 2013. ISBN 978-80-00-03311-2
- Smolíková Klára, ilustrace Smolík Honza: Husité. Praha: Albatros, 2012. ISBN 978-80-00-02947-4
- Smolíková Klára, ilustrace Smolík Honza: Spořínkova učebnice finanční gramotnosti. Praha: Česká spořitelna, 2011.
- Smolíková Klára, ilustrace Smolík Honza: Dobrou chuť!. Votice : Ochrana fauny ČR, 2009.
- Smolíková Klára, ilustrace Smolík Honza: Samá voda. Votice : Ochrana fauny ČR, 2009.
- Smolíková Klára, ilustrace Smolík Honza: Medvídek Lup a jeho kamarádi. Praha: Mladá fronta, 2008. ISBN 978-80-204-1806-7 (váz.)
- Smolíková Klára, ilustrace Smolík Honza: Senzační reportáže Elvíry Pobrkané. Praha: Mladá fronta, 2008. ISBN 978-80-204-1839-5
- Smolíková Klára, ilustrace Smolík Honza: Lidé a zvířata, aneb Jak se žije zvířatům s lidmi a lidem se zvířaty. Votice: Ochrana fauny ČR, 2008.
- Smolíková Klára, Smolík, Honza, Koblasová Andrea: Šimonovy pracovní listy 12 . Praha: Portál , 2006. ISBN 978-80-262-0574-6
- Smolíková Klára, ilustrace Smolík Honza: Ve škole straší. Praha: Portál , 2006. ISBN 80-7367-134-4
- Smolíková Klára, ilustrace Smolík Honza: Ovladač je můj!, aneb, Jak na média. Praha: Albatros, 2006. ISBN 80-00-01865-9
- Smolíková Klára, ilustrace Smolík Honza:12 výletů s dědou Čestmírem. Praha: Portál , 2006.
- Smolíková Klára, ilustrace Smolík Honza: Horác a Pedro v zemi Bójů, aneb, Jak na média. Praha: Albatros, 2006. ISBN 80-00-01567-6
- Smolíková Klára, Smolík, Honza, Koblasová Andrea: Hračky a masky z papíru. Praha: Portál , 2005. ISBN 80-7178-959-3
- Smolíková Klára, ilustrace Smolík Honza: Chyťte Bycha. Praha: Portál , 2004. ISBN 80-7178-866-X
- Smolíková Klára, ilustrace Smolík Honza: Šimonovy pracovní listy 11 . Praha: Portál , 2004. ISBN 978-80-262-0224-0
- Smolíková Klára, ilustrace Smolík Honza: Ostrovy a křižovatky. Praha: Tereza – sdružení pro ekologickou výchovu, 1997.